# Stanisław Albrecht

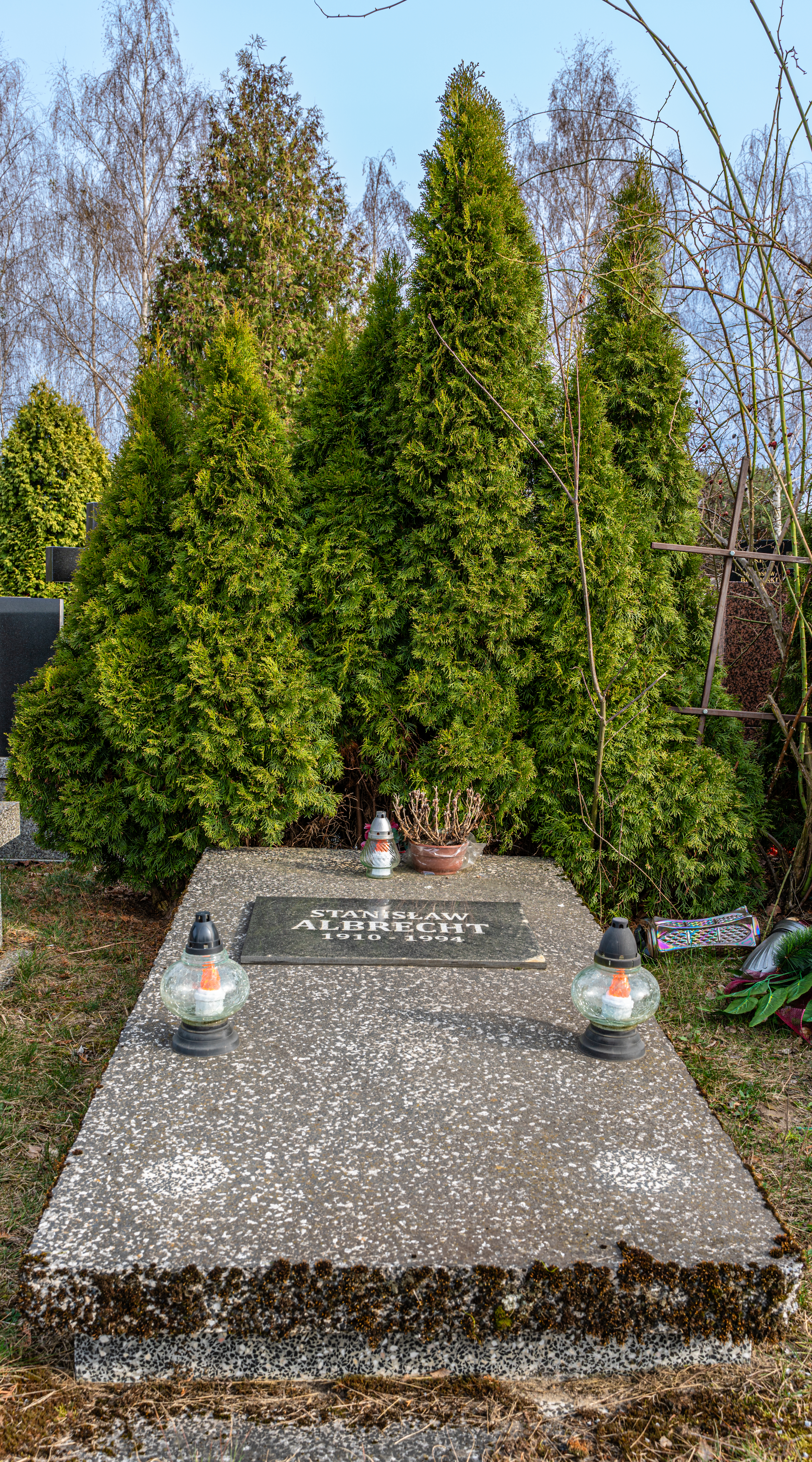
Mộ của Stanisław Albrecht tại Nghĩa trang Thành phố Północny ở Warszawa

Stanisław Albrecht (23 tháng 3 năm 1901 tại Wrzeszczewice – 23 tháng 12 năm 1994) là một kiến trúc sư, công chức và nhà ngoại giao người Ba Lan.

## Tiểu sử
Ông sinh ngày 23 tháng 3 năm 1901 tại Wrzeszczewice. Năm 1933, ông tốt nghiệp Khoa Kiến trúc của Đại học Công nghệ Warszawa. Năm 1938, ông đã giành được giải nhất trong cuộc thi thiết kế bố cục của Quảng trường Dąbrowski và thiết kế phác thảo cho tòa nhà Văn phòng tỉnh ở Łódź và giải ba trong cuộc thi thiết kế bố trí cho một sân bay ở Gocław, Warsaw. Ông là thành viên của Hiệp hội kiến trúc sư Ba Lan[1]. Ông cũng là một họa sĩ vẽ tranh nghệ thuật.. Malował także obrazy artystycznie.
Sau Chiến tranh thế giới thứ 2, ông là người đứng đầu Ban Tuyên truyền trong Văn phòng Tái thiết Thủ đô. Từ năm 1947 đến năm 1952, ông là giám đốc của Doanh nghiệp Nhà nước "Film Polski". Ông cũng là thành viên của Ủy ban Trung ương Đảng Công nhân Thống nhất Ba Lan, phụ trách lĩnh vực Điện ảnh. Năm 1951, trong thời gian lãnh đạo "Film Polski", Văn phòng Điện ảnh Trung ương (CUK) được thành lập, trực thuộc Hội đồng Bộ trưởng trong chính phủ. Ông trở thành Chủ nhiệm của tổ chúc kể từ năm 1952 và làm việc ở đó cho đến năm 1955. Sau khi rời CUK, ông trở thành đại sứ của Cộng hòa Nhân dân Ba Lan tại Đông Đức. Sau đó, từ ngày 25 tháng 5 năm 1965 đến ngày 22 tháng 12 năm 1970, ông là đại sứ của Cộng hòa Nhân dân Ba Lan tại Hà Lan.
Ông mất ngày 23 tháng 12 năm 1994 và được chôn cất tại nghĩa trang thành phố Północny ở Warszawa. Ông kết hôn với Kamilla Albrecht, nhũ danh Flisowski (1920–1999), và có một người con trai, Jan (sinh năm 1944)..

## Huân chương, huy chương
- Huân chương Cờ hiệu Lao động, Hạng Nhì (1964)[1]
- Huân chương Tái sinh Ba Lan, Hạng Tư (1951)[7]